# بيتر غالتون
بيتر مالكولم غالتون (بالإنجليزية: Peter Malcolm Galton)‏ (14 مارس 1942 -)، هو عالم الأحفورات الفقارية بريطاني، ساهم في أكثر من مئة بحث علمي في كتب علم المتحجرات خاصةً في الديناصورات.